# Advanced Composition Explorer
Advanced Composition Explorer (ACE) — запущенный NASA в рамках программы исследования Солнца и космического пространства «Эксплорер» ИСЗ для изучения таких видов материи, как энергетические частицы солнечного ветра, межпланетная и межзвёздная среда, а также галактическая материя. Передаваемая в реальном времени информация с ACE используется Центром космического предсказания погоды (англ. Space Weather Prediction Center) для повышения достоверности прогнозов и предупреждения о солнечных бурях.
Автоматический спутник был запущен 25 августа 1997 года и в настоящее время находится на орбите Лиссажу вблизи точки Лагранжа L1, которая находится на прямой между Солнцем и Землёй на расстоянии примерно 1,5 миллиона километров от последней. Состояние космического аппарата в целом оценивается как хорошее, на борту у него достаточно топлива для поддержания орбиты до 2024 года.
Разработка и сборка космического аппарат осуществлялась Годдардским центром космического полёта (англ. Goddard Space Flight Center) NASA.

## Оборудование
На борту космического аппарата находится 9 инструментов, которые предназначены для взятия проб различных видов ускоренных частиц, исходящих от Солнца или из галактических источников:
- Изотопный спектрометр космических лучей (англ. Cosmic Ray Isotope Spectrometer, (CRIS)) — предназначен для определения изотопного состава галактических космических лучей. Он имеет достаточную чувствительность для определения изотопов вплоть до цинка (Z-30)[5].
- Прибор для исследования солнечного ветра в реальном времени (англ. Real Time Solar Wind, RTSW).
- Массовый спектрометр ионов солнечного ветра (англ. Solar Wind Ion Mass Spectrometer, SWIMS) и спектрометр состава ионов солнечного ветра (англ. Solar Wind Ion Composition Spectrometer, SWICS). Эти два инструмента представляют собой время-пролётные масс-анализаторы, настроенные на различные виды измерений. Они анализируют химический и изотопный состав солнечного ветра и межзвёздной среды[6].
- Ультранизкоэнергетический изотопный спектрометр (англ. Ultra-Low Energy Isotope Spectrometer, ULEIS) — предназначен для измерения потока ионов, и чувствителен к ионам от гелия до никеля. Он позволяет определить состав солнечных энергетических частиц и механизм получения частицами заряда от Солнца[7].
- Анализатор ионного заряда солнечных энергетических частиц (англ. Solar Energetic Particle Ionic Charge Analyzer, SEPICA) — по состоянию на 2008 год не функционирует из-за отказа газовых клапанов[3].
- Спектрометр солнечных изотопов (англ. Solar Isotope Spectrometer, SIS)[8].
- Монитор электронов, протонов и альфа-частиц солнечного ветра (англ. Solar Wind Electron, Proton and Alpha Monitor, SWEPAM)[9].
- Монитор электронов, протонов и альфа-частиц (англ. Electron, Proton, and Alpha-particle Monitor, EPAM)[10].
- Магнитометр (MAG)[11].